# Antioco (nome)
Antioco  è un nome proprio di persona italiano maschile.

## Varianti
- Femminili: Antioca[2][3]

### Varianti in altre lingue
- Basco: Anduka[7]
- Catalano: Antíoc[7]
- Greco antico: Ἀντίοχος (Antiochos)[1][2][3][4][5]
- Inglese: Antiochus
- Latino: Antiochus[1][4]
- Polacco: Antioch
- Portoghese: Antíoco
- Russo: Антиох (Antioch)
- Sardo: Antiogu[1][2][4]
  - Ipocoristici: Cogu[1], Cocu[1]
- Spagnolo: Antíoco[7]
- Ungherese: Antiokhosz

## Origine e diffusione
Continua il nome greco Ἀντίοχος (Antiochos): alla base vi è l'elemento ἀντί (anti, che in questo caso vuol dire "contro", "opposto", ma ha molti significati tra cui anche "uguale"), combinato con ὀχή (oche, "supporto") oppure con ἔχω (échō, "tenere", "mantenere"), con il significato complessivo di "che tiene contro...", e quindi "che mantiene saldo", "che resiste", "che sta fermo", "che sta saldo contro il nemico" (poi reinterpretato in ambienti cristiani come "saldo nella fede"). Altre interpretazioni riconducono invece la seconda parte del nome a ὄχος (ochos, "carro", "cocchio"), quindi "che combatte contro i carri". Il primo dei due elementi è piuttosto frequente nell'onomastica greca, e si ritrova ad esempio in  Antinoo, Antiope, Antipatro, Antero e Antigono.
Molto diffuso anticamente in Siria, il nome venne portato da Antioco, il padre di Seleuco I, da cui prende il nome la città di Antiochia, e in seguito così si chiamarono numerosi sovrani della dinastia seleucide; entrò nell'uso comune anche a Roma sin dall'ultima età repubblicana. Ricorre anche in alcuni personaggi della mitologia greca, tra cui Antioco, figlio di Eracle.
Il nome è scarsamente diffuso in Italia, con l'eccezione di alcune zone della Sardegna, dove è in uso grazie al culto di sant'Antioco, patrono dell'isola; negli anni 1970 se ne contavano circa 1700 occorrenze, più altre cinquecento del femminile.

## Onomastico
Solitamente, l'onomastico si festeggia il 13 dicembre in onore di sant'Antioco, martire a Sulcis sotto Adriano; con questo nome si ricordano anche, alle date seguenti:
- 22 gennaio sant'Antioco Sabaita, monaco presso Betlemme[8]
- 23 febbraio, sant'Antioco, eremita in Siria[1]
- 21 maggio, sant'Antioco, tribuno romano, martire insieme a san Nicostrato a Cesarea marittima[1][6][8][9]
- 14 luglio, sant'Antioco, martire ad Alessandria d'Egitto con altri sette compagni[1]
- 15 o 16 luglio, sant'Antioco, medico di Sebaste, fratello di san Platone di Ancira, martire ad Anastasiopoli[1][6][7][8][9]
- 13 agosto (o 15 ottobre), sant'Antioco, vescovo di Lione[1][6][8][9]

## Persone
- Antioco, scultore greco antico

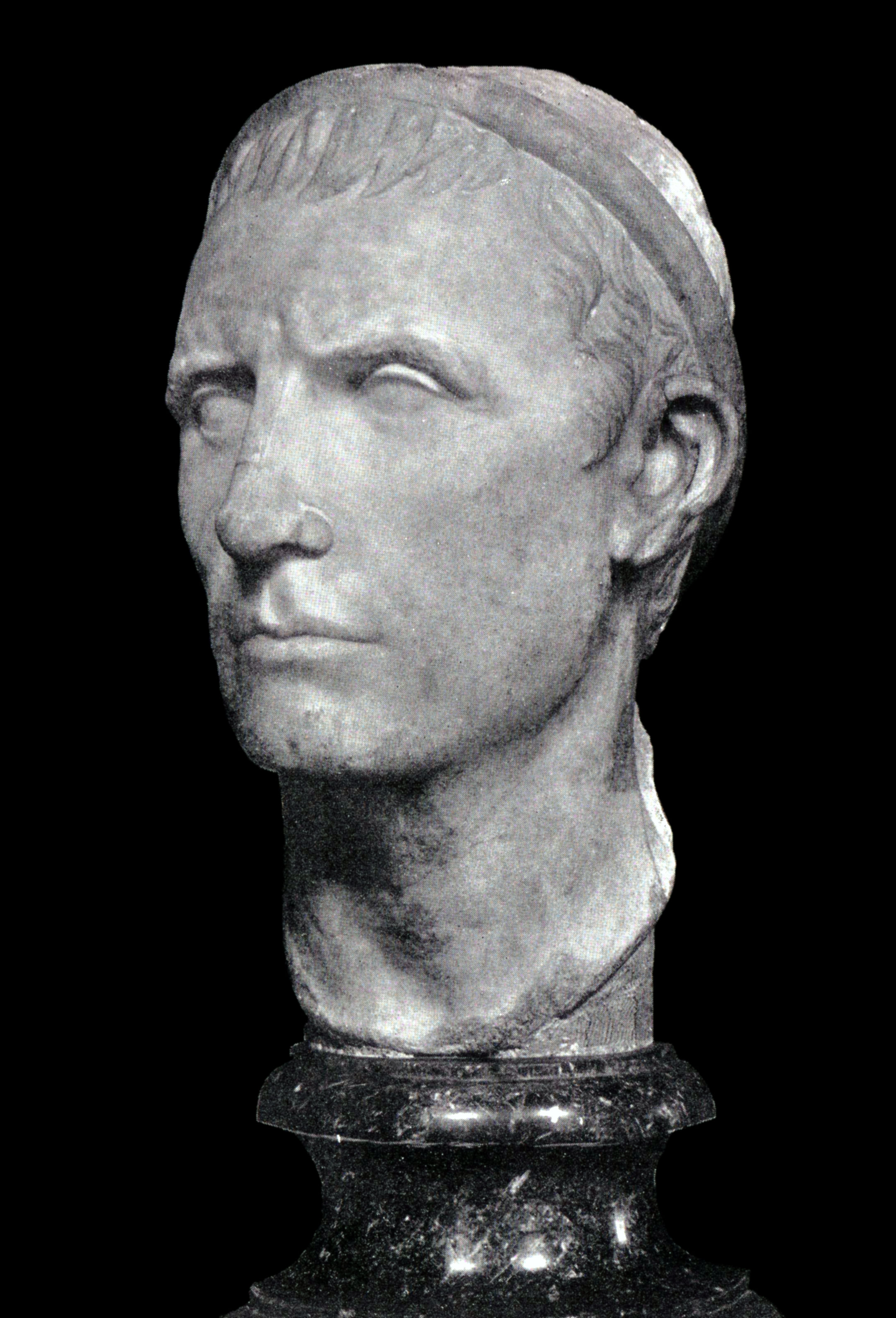
Antioco III

- Antioco di Ascalona, filosofo greco antico
- Antioco di Siracusa, storico siceliota
- Antioco I, sovrano seleucide
- Antioco III detto il Grande, sovrano seleucide
- Antioco IV, sovrano seleucide
- Antioco Casula, poeta italiano
- Antioco Deiana, militare italiano
- Antioco Loru, politico italiano
- Antioco Mainas, pittore italiano
- Antioco Piseddu, vescovo cattolico italiano
- Antioco Zucca, filosofo italiano

### Variante Antioch
- Antioch Dmitrievič Kantemir, scrittore, poeta e traduttore russo

## Il nome nelle arti
- Antioch Peverell è un personaggio della serie di romanzi Harry Potter, creata da J. K. Rowling.